# Riverdale (Californie)
Pour les articles homonymes, voir Riverdale.
Riverdale (auparavant Liberty Settlement) est une census-designated place située dans le comté de Fresno, dans l’État de Californie, aux États-Unis. Sa population s’élevait à 3 153 habitants lors du recensement de 2010.

## Démographie
| 2000  | 2010  | - | - | - | - |
| ----- | ----- | - | - | - | - |
| 2 416 | 3 153 | - | - | - | - |

## Source
- (en) Cet article est partiellement ou en totalité issu de l’article de Wikipédia en anglais intitulé « Riverdale, California » (voir la liste des auteurs).

1. ↑  Durham, David L. (1998). California's Geographic Names: A Gazetteer of Historic and Modern Names of the State. Clovis, Calif.: Word Dancer Press. p. 1097.  (ISBN 1-884995-14-4)
2. ↑  « Statistiques des États-Unis - Californie - Profils des communautés de 2010 » (consulté en novembre 2020)